# كنيسة العذراء مريم
كنيسة العذراء مريم الدمشيرية سميت بهذا الاسم نسبة إلى أحد أعيان القبط من بلدة دمشير في محافظة المنيا والذي قام بترميمها هو أحد أعيان القبط من بلدة دمشير في القرن الثامن الميلادي عام 1760.
قد هدمت عام 785م على يد والي مصر علي بن سليمان بن عبد الله بن عباس، (من قبل أمير المؤمنين الهادي)، وقد أعيد بناؤها في عصر الخليفة هارون الرشيد.

## موقع الكنيسة
تقع داخل دير أبي سيفين في الصف المقابل لكنيسة أبي سيفين والانبا شنودة.

## الصفات المعمارية
وتأخذ مبانى الكنيسة الطابع البازليكى الذي يتكون من بهو كبير مقسم بالأعمدة إلى خوارس على شكل الصليب المقدس والخورس الأوسط يكون أطول نسبيًا من الخوارس الجانبية، ويقسم صحن الكنيسة ستة أعمدة ثلاثة في كل صف، وهى مجلوبة من المعابد القديمة الرومانية، وهى رخامية وارتفاعها بارتفاع الدور الواحد للممشى الجانبى، وكان بها رسوم ملائكة وعليها أيقونات للقديسين.
المسقط الأفقي
مستطيل على الشكل البازيلييكي المعتاد بطول 19 م وعرض 11.5 م (صحن ومماشيين جانبيين).
الارتفاع
يبلغ ارفاعها حوالي 9م كليا من الخارج.
من الداخل الصحن الرئيسى له كل هذا الارتفاع، أما المماشي الجانبية فهى دورين ولكن الاثنان معا بارتفاع 9م أيضا.
المدخل
في آخر الحائط الغربي للكنيسة يقع المدخل وعند الدخول نجد موجود فتارين خشبية، من أسفل يعلوها زجاج يقال أن به رفات القديسين والشهدء وفي مقابل الحائط الشمالي الغربي هذا يوجد الهياكل الثلاثة بالكنيسة ومنصة الترتيل ومنطقة الكهنوت.
الساتر الخشبي
موجود هنا لنفس الوظيفة المعتادة وهي فصل منطقة رجال الدين عن المصلين.
مسار الحركة
هنا الكنيسة تقع ضمن موقعع مخصص لها شيء ما داخل الدير، ولكن كمسارحركة داخلها محفوظ فيه خصوصية رجال الدين أيضا.
الأعمدة
بها ستة أعمدة ثلاثة في كل صف وهية مجلوبة أيضا من المعابد القديمة الرومانية وهي رخامية ورتفاعها بارتفاع الدور الواحد للممشى الجانبي وبها رسموعليها (ايقونات)
الألوان المستخدمة
استخدمت الأيقونات هنا على الأعمدة كما استخدمت الأيقونات والصور للقديسين بجوار رفاتهم.
الإضاءة
الإضاءة هنا كافية حاليا ذلك نظرا لتفح شبابيك في جمالون السقف نفسة للإضاة ولكن ليس بها إضاءة جانبية للصحن الرئيسي.
التهوية
كانت غير جيدة، ولكن نظرا لارتفاع منسوب الكنيسة عما حوالها فيالدير وعن الأرسض في الخارج أعطاها إمكانية جيدة من الاستفادة من الجمالون بفتح نوافذ فيه.
الصحن الرئيسي
مسقف بجمالون عملاق دائري. به فتحات ونوافدة لإضاة الصحن، كما أن عرضه لا بائ بة بالنسبة للارتفاع.
المماشى الجانبية
دورين الاثنان معا بارتفاع الصحن الرئيسي بهما مشربيات خشبية بالدور العولي وليست مباشرة كأي سرجة مسقوفة بأسقف خشبية أيضا (براطيم خشبية).
الكهف
لايوجد بها كهوف ولكن ملحق بالكنيسة عدة ملحقات (مكتبة مستقلة وحجرات خاصة).
المناسيب
منسوب الكنيسة أعلى من منسوب باقث الدير (دير أبي سفين)، وكذلك أعلى من منسوب الأرض الخارجية (مما حماها من الرطوبة).
الأثاث والفرش
الأثاث التلقليدي هو الدك الطلية الخشبية للمصلين بالضافة هنا إلى فاترين رفات القديسين والشهداء.

## وصلات خارجية
- الموقع الرسمي للكنيسة